# Quận Caldwell, Kentucky
Quận Caldwell là một quận thuộc tiểu bang Kentucky, Hoa Kỳ.
Quận này được đặt tên theo. Theo điều tra dân số của Cục điều tra dân số Hoa Kỳ năm 2000, quận có dân số người. Quận lỵ đóng ở.

## Địa lý
Theo Cục điều tra dân số Hoa Kỳ, quận có diện tích km2, trong đó có km2 là diện tích mặt nước.

## Thông tin nhân khẩu
Theo điều tra dân số 2 năm 2000 của Cục điều tra dân số Hoa Kỳ, quận đã có dân số có 13.060 người, 5.431 hộ gia đình, và 3.801 gia đình sống trong quận hạt. Mật độ dân số là 38 trên một dặm vuông (15 / km2). Có 6.126 đơn vị nhà ở với mật độ trung bình là 18 trên một dặm vuông (6,9 / km 2). Cơ cấu chủng tộc của dân cư sinh sống trong quận này bao gồm 93,89% người da trắng, 4,81% da đen hay Mỹ gốc Phi, 0,15% người Mỹ bản xứ, 0,16% châu Á, Thái Bình Dương 0,01%, 0,39% từ các chủng tộc khác, và 0,60% từ hai hoặc nhiều chủng tộc. 0,61% dân số là người Hispanic hay Latino thuộc một chủng tộc nào.
Có 5.431 hộ, trong đó 28,50% có trẻ em dưới 18 tuổi sống chung với họ, 57,10% là đôi vợ chồng sống với nhau, 9,80% có một chủ hộ nữ và không có chồng, và 30,00% là không lập gia đình. 27,50% hộ gia đình đã được tạo ra từ các cá nhân và 14,00% đã có một người sống một mình 65 tuổi hoặc lớn tuổi hơn. Cỡ hộ trung bình là 2,36 và cỡ gia đình trung bình là 2,85.
Trong quận này cơ cấu độ tuổi dân cư được trải ra với 22,40% dưới độ tuổi 18, 7,00% 18-24, 26,30% 25-44, 26,30% từ 45 đến 64, và 18,00% từ 65 tuổi trở lên người. Độ tuổi trung bình là 41 năm. Đối với mỗi 100 nữ có 92,60 nam giới. Đối với mỗi 100 nữ 18 tuổi trở lên, đã có 89,90 nam giới.
Thu nhập trung bình cho một hộ gia đình trong quận đã đạt mức USD 28.686, và thu nhập trung bình cho một gia đình là USD 35.258. Phái nam có thu nhập trung bình USD 31.475 so với 20.390 USD của phái nữ. Thu nhập bình quân đầu người của dân cư quận là 16.264 USD. Có 12,20% gia đình và 15,90% dân số sống dưới mức nghèo khổ, bao gồm 20,40% những người dưới 18 tuổi và 15,60% của những người 65 tuổi hoặc hơn.